# Новоанглійський ураган 1938 року
Новоанглійський ураган 1938 року (англ. New England Hurricane of 1938), Великий новоанглійський ураган (англ. Great New England Hurricane), Лонг-Айленд Експресс (англ. Long Island Express) або Великий ураган 1938 року (англ. The Great Hurricane of 1938) — один з небагатьох сильних ураганів, що завдавали удару по Новій Англії. Цей тропічний циклон сформувався біля узбережжя Африки у вересні 1938 року, досяг 5 категорії за шкалою Саффіра-Сімпсона, але знизив її до 3 категорії до виходу на сушу на острові Лонг-Айленд 21 вересня. За оцінками, ураган вбив від 682 до 800 осіб, зруйнував або значно пошкодив 57 тис. домів та завдав збитків на 306 млн доларів США (за цінами 1938 року). Навіть у 1951 році, через 13 років, подекуди можна було побачити наслідки негоди — повалені дерева і зруйновані будинки. Зараз цей ураган залишається найсильнішим в історії Нової Англії.